# دوآب (جغرافیا)

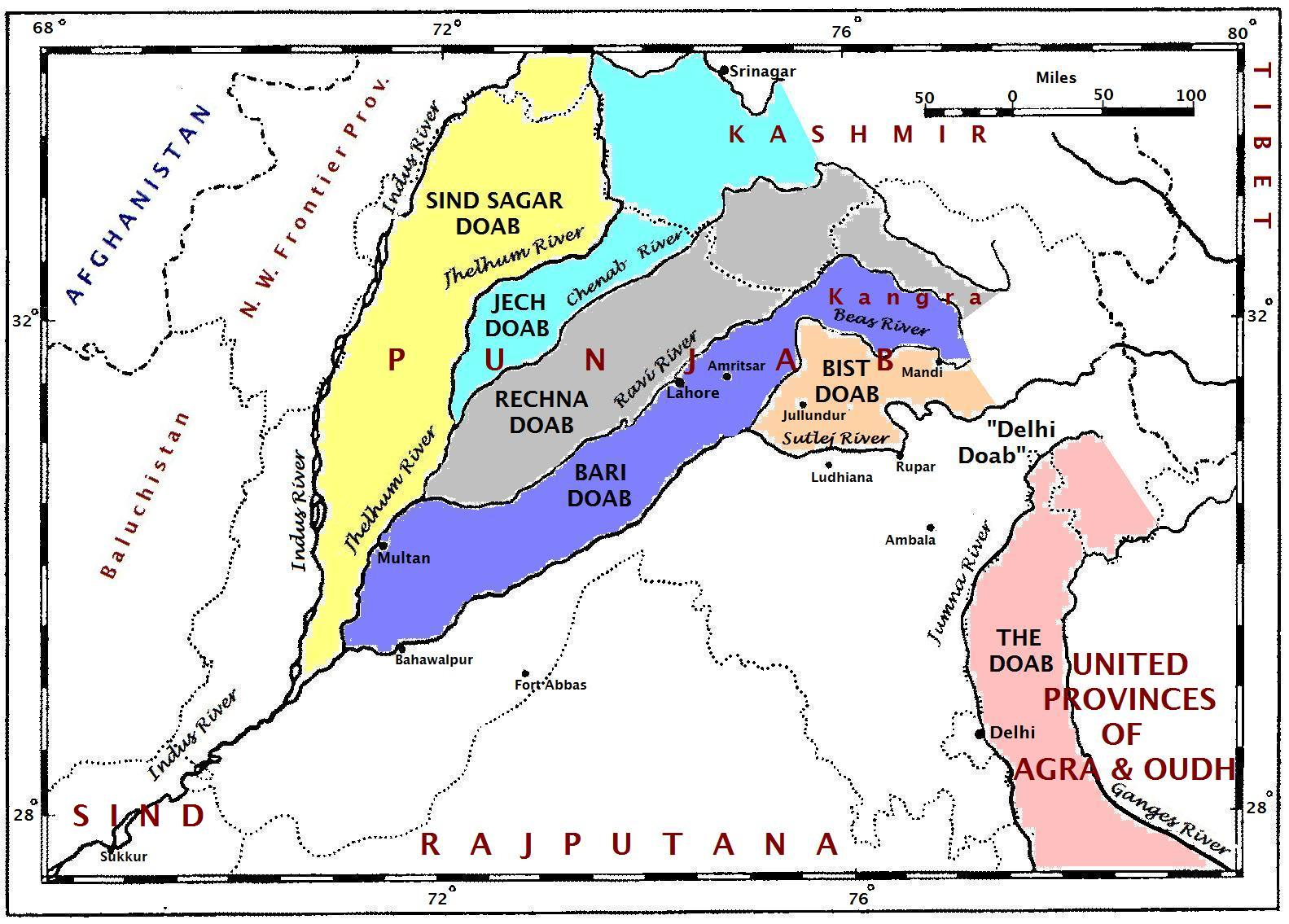
نقشه‌ای از پنجاب مربوط به حدود سال ۱۹۴۷ که در آن چندین دوآب نشان داده شده‌است.

دوآب از واژگان فارسی جغرافیا است که بیشتر در شبه قاره هند کاربرد دارد. این اصطلاح در هند و پاکستان برای باریکه‌هایی از زمین به‌کار می‌رود که میان دو رود به‌هم‌ریزنده واقع شده‌اند.
برای نمونه، دوآب‌های منطقه پنجاب پاکستان عبارتند از:
- دوآب سند ساگر، میان رودهای سند و جهلم
- دوآب جچ، میان رودهای جهلم و چناب
- دوآب بری یا ماجها، میان رودهای راوی و بئاس
- دوآبه یا دوآب بیست، میان رودهای بئاس و سوتلج.